# Hoquei sobre herba als Jocs Olímpics d'estiu de 1920
Als Jocs Olímpics de 1920 realitzats a la ciutat d'Anvers (Bèlgica) es disputà una prova, en categoria masculina, d'hoquei sobre herba. Aquesta fou la segona vegada que aquest esport participava en uns Jocs Olímpics d'Estiu després del seu debut el 1908 a Londres. La prova es disputà entre els dies 1 i 5 de setembre de 1920.

## Nacions participants
Hi participaren 52 atletes de quatre nacions diferents:
- Bèlgica (14)
- Dinamarca (12)
- França (11)
- Regne Unit (15)

## Resum de medalles
| Prova              | Or | Argent | Bronze | Quart |
| Hoquei sobre herba | Regne Unit Charles Atkin · John Bennett · Colin Campbell · Harold Cassels · Harold Cooke · Eric Crockford · Reginald Crummack · Harry Haslam · Arthur Leighton · Charles Marcon · John McBryan · George McGrath · Stanley Shoveller · William Smith · Cyril Wilkinson | Dinamarca Hans Bjerrum · Ejvind Blach · Niels Blach · Steen Due · Thorvald Eigenbrod · Frands Faber · Hans Jørgen Hansen · Hans Herlak · Henning Holst · Erik Husted · Paul Metz · Andreas Rasmussen | Bèlgica André Becquet · Pierre Chibert · Raoul Daufresne · Fernand de Montigny · Charles Delelienne · Louis Diercxsens · Robert Gevers · Adolphe Goemaere · Charles Gniette · Raymond Keppens · René Strauwen · Pierre Valcke · Maurice van den Bemden · Jean van Nerom | FrançaPaul Haranger · Robert Lelong · Pierre Estrabant · Georges Breuille · Jacques Morise · Edmond Loriol · Désiré Guard · Roland Bedel · André Bonnal · Gaston Rogot · Pierre Rollin |

## Medaller
| Posició | País       | Or | Argent | Bronze | Total |
| 1       | Regne Unit | 1  | 0      | 0      | 1     |
| 2       | Dinamarca  | 0  | 1      | 0      | 1     |
| 3       | Bèlgica    | 0  | 0      | 1      | 1     |

## Resultats
La competició es disputà en una ronda de tots contra tots:
| Classificació | Equip      | Partits guanyats | Partits perduts |
| ------------- | ---------- | ---------------- | --------------- |
| 1             | Regne Unit | 3                | 0               |
| 2             | Dinamarca  | 2                | 1               |
| 3             | Bèlgica    | 1                | 2               |
| 4             | França     | 0                | 3               |

| 1 setembre 1920 |      |           |
| Regne Unit      | 5–1  | Dinamarca |
| Bèlgica         | 3–2  | França    |
| 3 setembre 1920 |      |           |
| Regne Unit      | 12–1 | Bèlgica   |
| Dinamarca       | 9–1  | França    |
| 4 setembre 1920 |      |           |
| Regne Unit      | W.O. | França    |
| 5 setembre 1920 |      |           |
| Dinamarca       | 5–2  | Bèlgica   |